# Sona Jobarteh
Sona Jobarteh (Londres, Reino Unido, 17 de octubre de 1983) es una compositora, cantante e instrumentista de origen gambiano e inglés. Es la primera instrumentista profesional de kora.

## Biografía
Nacida en Londres (1983), de madre inglesa y padre gambiano. Ella proviene de una de las principales líneas de griots en África Occidental. Es nieta de un maestro griot, Amadu Bansang Jobarteh, y prima de Toumani Diabaté. También es hermana de un instrumentista de la diáspora Kora, Tunde Jegede.
Ella es la primera mujer miembro de esta familia en tocar este instrumento en público. Antes de ella, la práctica del instrumento se transmitía exclusivamente de padres a hijos. La kora es un elemento importante de la cultura de los pueblos mandinga en África occidental, y tocarla está reservado solo para griots. Ella es la nieta del griot de su linaje, Amadu Bansang Jobarteh, que emigró de Malí a Gambia. Ha estado estudiando Kora desde los tres años, inicialmente aprendiendo de su hermano Tunde Jegede, y de su padre, Sanjally Jobarteh.
Estudió en el Royal College of Music, donde tocaba el violonchelo, el piano y el clavicémbalo, y poco después se trasladó a la Purcell School of Music para estudiar composición. En el mismo período, participó en varios grupos orquestales, entre ellos River of Sound con la Irish Chamber Orchestra, y con la percusionista escocesa Evelyn Glennie o la Royal Philharmonic Orchestra, la Britten Sinfonia. 
En el escenario, colabora con muchos músicos, incluidos Oumou Sangaré, Toumani Diabaté, Kasse Mady Diabaté y la BBC Symphony Orchestra. Colabora como compositora y músico en dos álbumes de su hermano Tunde Jegede, Malian Royal Court Music y Lamentations, y para ello compone dos piezas, que también se pueden encontrar en el álbum Trance Planet Vol. 5. En México en 2014, en el Festival Internacional Cervantino, formó un grupo con Kari Bannermann a la guitarra eléctrica, Kyazi Lugangira a la guitarra acústica, Mamadou Sarr a la percusión africana, Alexander Boateng a la batería y Andi McLean al bajo.

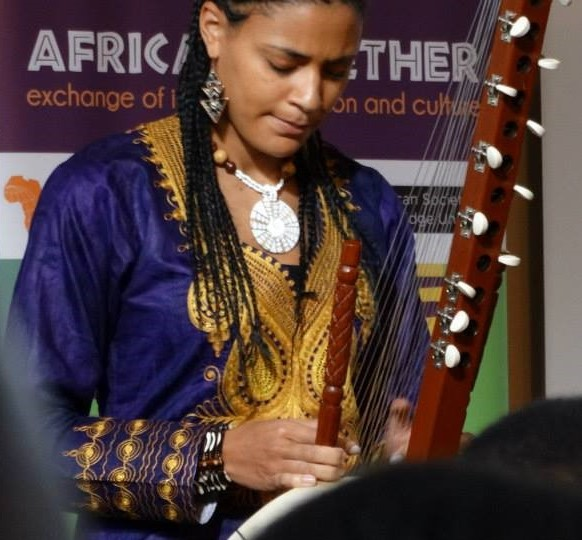
Sona Jobarteh tocando la kora en la Universidad de Cambridge para el Día Mundial de África 2014.

Tras graduarse de la Escuela de Estudios Orientales y Africanos (SOAS), Jobarteh divide su tiempo como artista y profesora de kora, dando a conocer el repertorio y la historia de este instrumento a las nuevas generaciones. Trabaja con su padre, con quien fundó en 2014 una escuela de música en Gambia, que lleva el nombre de su abuelo. Allí se enseña a tocar instrumentos tradicionales de la cultura Mandingo (en particular, kora, balafón y djembé). Su primer álbum personal es Afro-Acoustic Soul, lanzado en 2008 que contiene canciones agridulces y temas sociales. 
En 2009, debutó como compositora de música para películas, cuando recibió el encargo de crear la banda sonora de un documental sobre África, escrito y dirigido por Owen 'Alik Shahadah, y titulado Motherland. En mayo de 2014, para conmemorar el Día Mundial de África, participó en el evento Africa Together organizado en la Universidad de Cambridge.

## Su enfoque artístico
Pasó mucho tiempo en Inglaterra y Gambia mezclando en su trabajo la herencia africana y su educación europea. A diferencia de muchos de sus contemporáneos, ella explora y desarrolla las raíces de la música africana tradicional en lugar de intentar fusionar esta música con enfoques más contemporáneos, hip-hop, rock o jazz. Además de tocar la kora, canta y toca la guitarra.

## Discografía
- Productor y artista invitado en Spoken Herbs (2006)
- Music of the Diaspora  (banda sonora 500 años después ) - Souljazzfunk (2006)
- Artista invitado en Nu Beginin ' (Ty2) - (2007)
- Afro Acoustic Soul - Sona Soul Records (2008)
- Productor y artista invitado en Light in the Shade of Darkness (HKB FiNN) - (2008)
- Motherland: The Score - African Guild Records (2010)
- Fasiya - African Guild Records (2011)
- Innovation Through Preservation (2019)
- Badinyaa Kumoo (2022)

## Filmografía
- 00 Years Later (kora)[13]
- The Idea (actriz)
- Broken Embraces  (kora)
- The First Grader (cantante)
- Motherland (película) (Compositor)